# Peintre de Port Jackson
Le peintre de Port Jackson est une expression désignant un ou plusieurs peintres anonymes, actifs à Sydney, en Australie, à compter de 1788 et au cours de la décennie 1790. Ce ou ces peintre(s)  ont représenté les plantes et les animaux de cette région, offrant les premières illustrations de diverses espèces méconnues des Occidentaux. On pense qu'il pourrait s'agir d'un officier de la marine, qui avait le temps et était formé à la peinture.

Quelques œuvres attribuées au « peintre de Port Jackson »
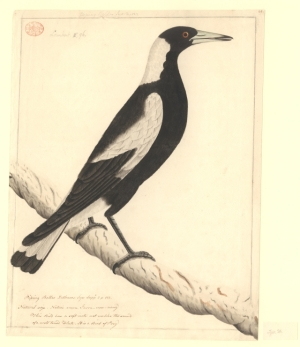
Un cassican flûteur, entre 1788 et 1797
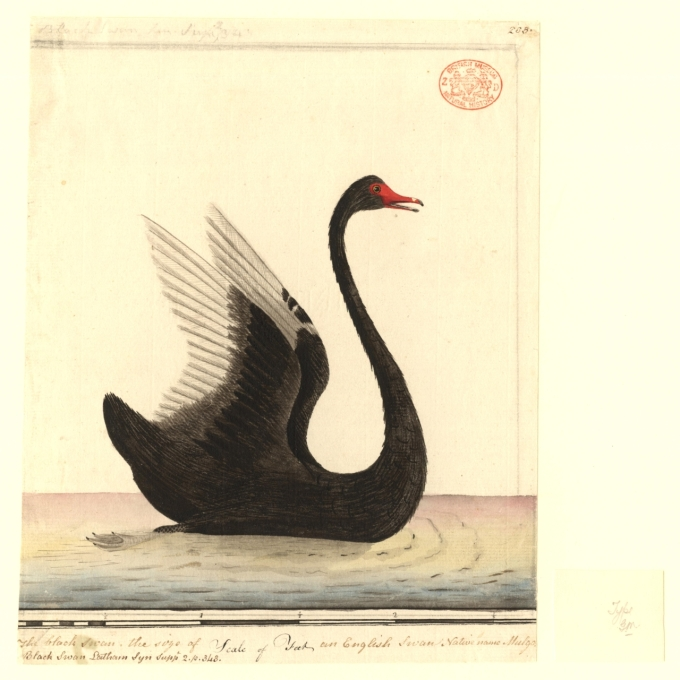
Un cygne noir, entre 1788 et 1792.
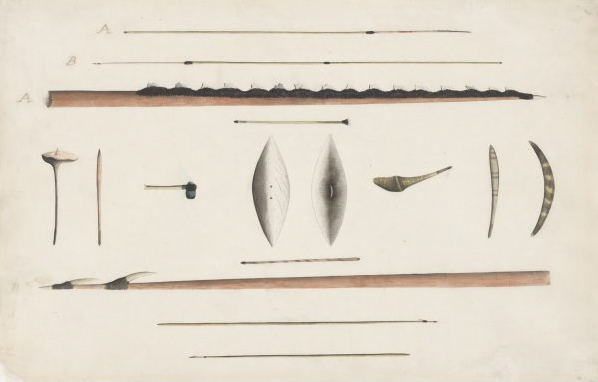
Outils de chasse et armes aborigènes, vers 1790 ?
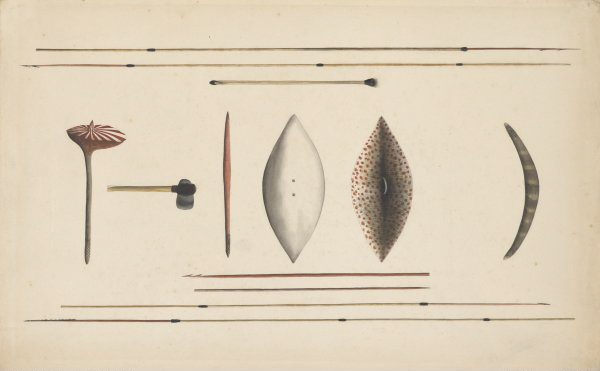
Autres outils de chasse et armes aborigènes, vers 1790 ?